# Gabriela Reyes
Gabriela Alexandra Reyes Hinojosa (ur. 6 listopada 1992 r. w Santo Domingo na Dominikanie)- dominikańska siatkarka, reprezentantka kraju.
Obecnie występuje w drużynie Mirador. Gra na pozycji środkowej.